# Ист Гвилимбери (Онтарио)
Ист Гвилимбери (енгл. East Gwillimbury) је градић у Канади у покрајини Онтарио. Према резултатима пописа 2011. у граду је живело 22.473 становника.

## Становништво
Према резултатима пописа становништва из 2011. у граду је живело 22.473 становника, што је за 6,7% више у односу на попис из 2006. када је регистровано 21.069 житеља.
| 2006.  | 2011.  | 2016.  |
| ------ | ------ | ------ |
| 21.069 | 22.473 | 23.991 |